# Mabinogion

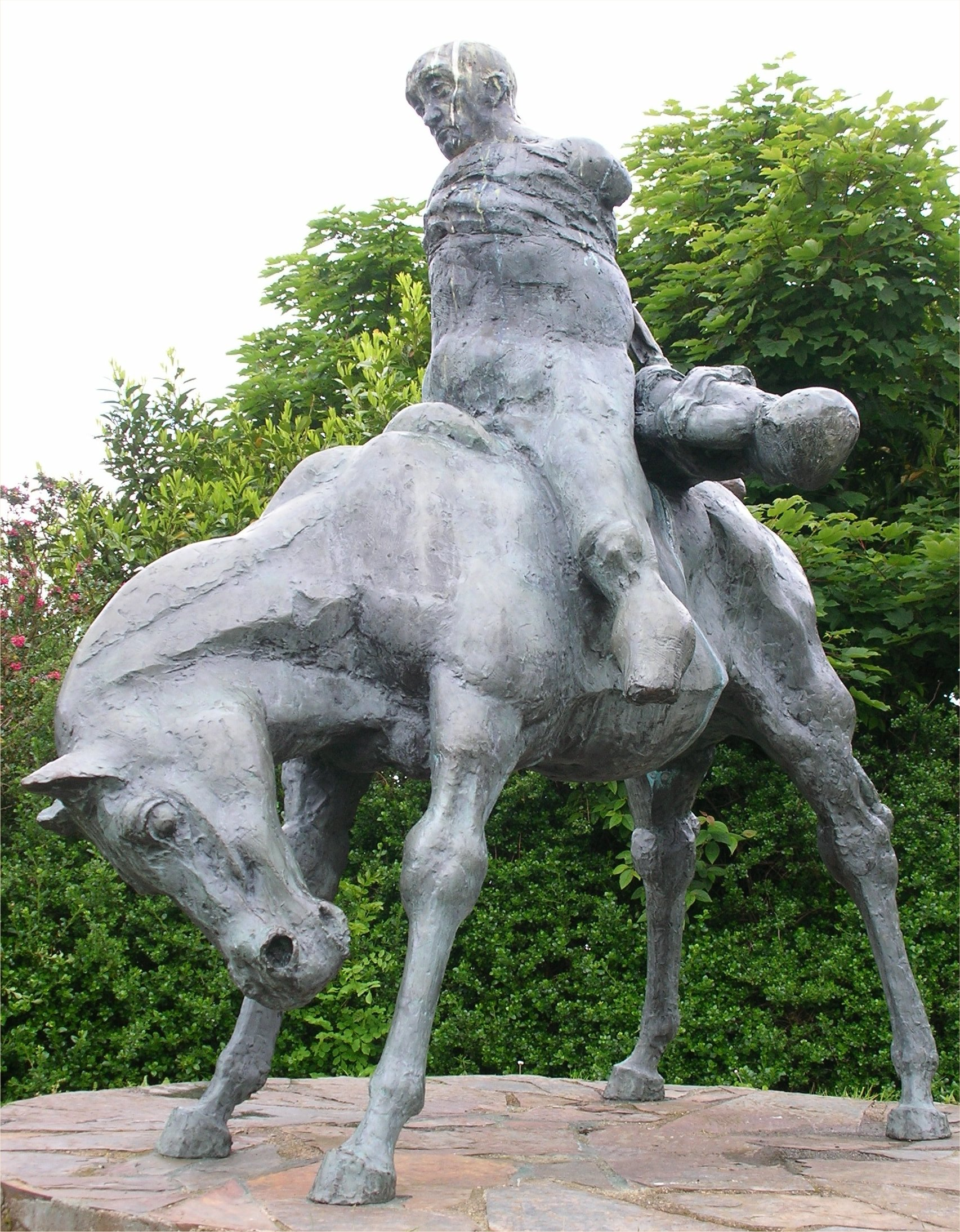
Los dos reyes (escultura de Ivor Roberts-Jones, 1984) cerca del castillo de Harlech, en Gales. Bendigeidfran lleva el cuerpo de su sobrino Gwern.

El Mabinogion es una colección de historias en prosa procedentes de manuscritos medievales galeses. Se basan en parte en acontecimientos históricos de la Alta Edad Media, pero algunos elementos se remontan con casi total certeza a tradiciones anteriores, de la Edad del Hierro.

## El nombre

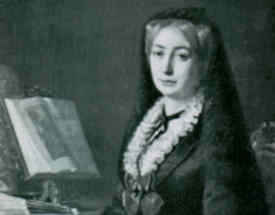
Charlotte Guest.

El nombre que se da a la colección procede de una interpretación equivocada de Lady Charlotte Guest (1812 - 1895), la primera traductora al inglés del Mabinogion. Encontró en una historia el término mabynnogyon y creyó que se trataba del plural de la palabra galesa mabinogi. El significado de mabinogi aún no se ha establecido con certeza, aunque generalmente se acepta que está relacionado con la palabra galesa mab, 'hijo', 'chico'. El profesor Eric P. Hamp, sin embargo, sugiere que mabinogi deriva del nombre del dios celta Maponos ('el Hijo Divino'), y originariamente hacía alusión a materiales relativos a esta deidad. Estrictamente, Mabinogi sólo abarca parte de la colección, las llamadas Cuatro Ramas, que según se cree podrían derivar de una tradición más antigua. Cada uno de estos cuatro relatos termina con un colofón que dice "así termina esta rama de los Mabinogi" (escrito de varias maneras), de ahí el nombre.

## Fecha
Las historias del Mabinogion aparecen en alguno de estos dos manuscritos, o en ambos: el Libro Blanco de Rhydderch (Llyfr Gwyn Rhydderch), escrito hacia 1350, y el Libro Rojo de Hergest (Llyfr Coch Hergest), escrito hacia 1382-1410, aunque algunos textos o fragmentos de algunos de los relatos se conservar en manuscritos anteriores, del siglo XIII, o posteriores. Los estudiosos coinciden en que los relatos son más antiguos que los manuscritos que conservamos, pero no se ponen de acuerdo sobre cuán antiguos. Está claro que los diferentes textos incluidos en el Mabinogion provienen de épocas distintas. El debate se ha centrado en la datación de las Cuatro ramas de los Mabinogi. Sir Ifor Williams propuso una fecha anterior a 1100, apoyándose en argumentos lingüísticos e históricos. Años más tarde, Saunder Lewis aportó varios argumentos en favor de una fecha entre 1170 y 1190; T. M. Charles-Edwards, en un artículo publicado en 1970, analizó los puntos fuertes y débiles de ambas posiciones, y aunque se mostró crítico con los argumentos de ambos estudiosos, concluyó que el lenguaje de las historias casaba mejor con el período que va del año 1000 al 1100, aunque quedaba mucho trabajo por hacer. Más recientemente, Patrick Sims-Williams abogó por un período de escritura entre 1060 y 1200, y este parece ser el punto de vista comúnmente aceptado hoy día por los estudiosos. 
La determinación de la fecha de composición del Mabinogion es importante porque si se demuestra que se escribió antes que la Historia Regum Britanniae de Geoffrey de Monmouth, algunos de los relatos, especialmente los relacionados con el rey Arturo, nos darían un testimonio muy valioso sobre cómo se desarrolló la leyenda artúrica. En cualquier caso, su importancia como registro de los antiguos mitos, las leyendas, el folclore, la cultura y el lenguaje de Gales es inmensa.

## Las historias

### Las Cuatro Ramas de los Mabinogi
Las Cuatro Ramas de los Mabinogi (Pedair Cainc y Mabinogi) son las historias más mitológicas del Mabinogion. El personaje Pryderi aparece en todas ellas, aunque no siempre como protagonista. 
- Pwyll Pendefig Dyfed (Pwyll, Príncipe de Dyfed) habla de los padres de Pryderi, el nacimiento de este, su desaparición y rescate.
- Branwen Ferch Llŷr (Branwen, hija de Llŷr) trata sobre todo del matrimonio de Branwen con el rey de Irlanda. Pryderi aparece pero no desempeña un papel importante.
- Manawydan Fab Llŷr (Manawyddan, hijo de Llŷr) nos presenta a Pryderi de vuelta a casa junto a Manawydan, hermano de Branwen, y la mala fortuna que los persigue.
- Math Fab Mathonwy (Math, hijo de Mathonwy) trata sobre todo acerca de Math y Gwydion, dos personajes que se enfrentan a Pryderi.

### Los relatos nativos
La recopilación de Lady Guest incluye también cinco historias procedentes de la tradición legendaria galesa: 
- Breuddwyd Macsen Wledig (El sueño de Macsen Wledig)
- Lludd a Llefelys (Lludd y Llefelys)
- Culhwch ac Olwen (Culhwch y Olwen)
- Breuddwyd Rhonabwy (El sueño de Rhonabwy)
- Hanes Taliesin (El relato de Taliesin)

Las historias Culhwch y Olwen y El sueño de Rhonabwy han atraído a los estudiosos porque conservan viejas tradiciones artúricas. En la primera de ellas, el héroe Culhwch quiere casarse con Olwen, la hija de un gigante, y debe demostrar su valía consiguiendo ciertos objetos mágicos y superando varias pruebas. Para ello, pide la ayuda del rey Arturo y sus caballeros. El cuento El sueño de Macsen Wledig es una historia novelesca acerca del emperador romano Magno Máximo. La historia de Taliesin es una pieza posterior, que no figura en los libros Rojo o Blanco, por lo que las traducciones más recientes suelen omitirla.

### Las novelas (romances)
Las tres historias conocidas como Los tres romances (Y Tair Rhamant) son versiones galesas de relatos artúricos que aparecen también en la obra de Chrétien de Troyes. Los críticos han debatido si los romances galeses se basan en los poemas de Chrétien o si unos y otros derivan de una misma fuente. Aunque parece probable que los romances, tal como los conservamos, deriven directa o indirectamente de Chrétien, es posible que él a su vez se inspirase en fuentes celtas más antiguas. Las historias galesas no son traducciones directas e incluyen material que no aparece en la obra de Chrétien.
- Owain, neu Iarlles y Ffynnon (Owain, Owain, o la Dama de la Fuente)
- Peredur fab Efrog (Peredur, hijo de Efrawg)
- Geraint ac Enid (Geraint y Enid)

Peredur, hijo de Efrawg es la versión galesa de la historia de Perceval, personaje que aparece por primera vez en la novela que lleva su nombre (Perceval o el Cuento del Grial), obra de Chrétien de Troyes. En el relato galés, el Grial no tiene nada que ver con la sangre de Cristo: es una bandeja en la que reposa la cabeza de un primo del héroe, cuya muerte debe este vengar.

### Traducciones al castellano
- Cirlot Valenzuela, M. Victoria tr. (1982). Mabinogion: relatos galeses. Madrid: Editora Nacional. ISBN 84-276-0575-7.
- Dubner, Carlos tr. (1984). Los mabinogion: romances galeses del medievo. Barcelona: Teorema. ISBN 84-7604-004-0.
- Cirlot Valenzuela, M. Victoria tr. (1986). Mabinogion. Barcelona: PPU, S.A. ISBN 84-7665-074-4.
- Cirlot Valenzuela, M. Victoria tr. (1988). Mabinogion. Madrid: Siruela. ISBN 84-85876-95-4.

### Traducciones al inglés
- Ford, Patrick K. The Mabinogi and Other Medieval Welsh Tales. Berkeley: University of California Press, 1977. ISBN 0-520-03414-7. (Incluye "Taliesin" pero omite "El sueño de Rhonabwy", "El sueño de Macsen Wledig" and los tres romances artúricos.)
- Ellis, T. P., y John Lloyd. The Mabinogion: a New Translation. Oxford: Oxford University Press, 1929. (Omite "Taliesin".)
- Gantz, Jeffrey. Trans. The Mabinogion. Londres y Nueva York: Penguin Books, 1976. ISBN 0-14-044322-3. (Omite "Taliesin".)
- Guest, Lady Charlotte. The Mabinogion. Dover Publications, 1997. ISBN 0-486-29541-9. (Guest omite pasajes que sólo un victoriano encontraría picantes. Esta edición en concreto no recoge ninguna de las notas de Guest.)
- Jones, Gwyn y Jones, Thomas. The Mabinogion. Everyman's Library, 1949; revisada en 1989, 1991. (Omite "Taliesin".)
  - Jones, George (Ed), edición de 1993, Everyman S, ISBN 0-460-87297-4.
  - Edición de 2001, (Prólogo de John Updike), ISBN 0-375-41175-5.

### Ediciones del texto galés
- Branwen Uerch Lyr. Ed. Derick S. Thomson. Medieval and Modern Welsh Series Vol. II. Dublin: Dublin Institute for Advanced Studies, 1976. ISBN 1-85500-059-8
- Breuddwyd Maxen. Ed. Ifor Williams. Bangor: Jarvis & Foster, 1920.
- Breudwyt Ronabwy. Ed. Melville Richards. Cardiff: University of Wales Press, 1948.
- Culhwch and Olwen: An Edition and Study of the Oldest Arthurian Tale. Rachel, Bromwich and D. Simon Evans. Ed. y trad. Aberystwyth: University of Wales, 1988; Second edition, 1992.
- Cyfranc Lludd a Llefelys. Ed. Brynley F. Roberts. Medieval and Modern Welsh Series Vol. VII. Dublin: Dublin Institute for Advanced Studies, 1975.
- Historia Peredur vab Efrawc. Ed. Glenys Witchard Goetinck. Cardiff: University of Wales Press. 1976.
- Llyfr Gwyn Rhydderch. Ed. J. Gwenogvryn Evans. Cardiff: University of Wales Press, 1973.
- Owein or Chwedyl Iarlles y Ffynnawn. Ed. R.L. Thomson. Dublin: Dublin Institute for Advanced Studies, 1986.
- Pedeir Keinc y Mabinogi. Ed. Ifor Williams. Cardiff: University of Wales Press, 1951. ISBN 0-7083-1407-4
- Pwyll Pendeuic Dyuet. Ed. R. L. Thomson. Medieval and Modern Welsh Series Vol. I. Dublin: Dublin Institute for Advanced Studies, 1986. ISBN 1-85500-051-2
- Ystoria Taliesin. Ed. Patrick K. Ford. Cardiff: University of Wales Press, 1992. ISBN 0-7083-1092-3